# Gyaritus bangueyensis
Gyaritus bangueyensis är en skalbaggsart som beskrevs av Stefan von Breuning 1958. Gyaritus bangueyensis ingår i släktet Gyaritus och familjen långhorningar.
Artens utbredningsområde är Filippinerna. Inga underarter finns listade i Catalogue of Life.